# 前593年
| 千纪： | 前1千纪 |
| 世纪： | 前7世纪 \| 前6世纪 \| 前5世纪 |
| 年代： | 前620年代 \| 前610年代 \| 前600年代 \| 前590年代 \| 前580年代 \| 前570年代 \| 前560年代                                                                                       |
| 年份： | 前598年 \| 前597年 \| 前596年 \| 前595年 \| 前594年 \| 前593年 \| 前592年 \| 前591年 \| 前590年 \| 前589年 \| 前588年                                                         |
| 纪年： | 周定王十四年 魯宣公十六年 齐顷公六年 晉景公七年 秦桓公十一年 宋文公十八年 楚庄王二十一年 衛穆公七年 陈成公六年 蔡文侯十九年 曹宣公二年 郑襄公十二年 燕宣公九年 杞桓公四十四年 |

## 大事記
- 莎孚從西西里流放歸來
- 那帕塔被埃及人洗劫，库施首都遷往麦罗埃
- 士會率領軍隊滅亡了赤狄的甲氏、留籲、鐸辰。
- 冬，晉景公派士會調解周王室的糾紛

## 逝世
- 荀林父